# Nguyễn Phan
Nguyễn Phan (1711-1784) là tướng nhà Lê trung hưng trong lịch sử Việt Nam. Ông có công đánh dẹp các cuộc khởi nghĩa nông dân Đàng Ngoài giữa thế kỷ 18.

## Sự nghiệp
Nguyễn Phan người làng Hà Dương, huyện Hoằng Hóa, tỉnh Thanh Hóa, Việt Nam.
Ông gia nhập quân đội, đến cuối thời Lê Ý Tông vẫn là lính. Khi Trịnh Doanh lên ngôi bèn thăng ông lên làm Trung úy, theo các tướng đi đánh dẹp các cuộc nổi dậy nông dân ở Bắc Hà lúc đó. Do dũng cảm xông pha trận mạc, nhiều lần ra vào nơi nguy hiểm lập công, Nguyễn Phan được thăng lên làm Đốc tướng Sơn Tây, tước Phan Phái hầu.
Năm 1750, Nguyễn Phan theo Trịnh Doanh đi đánh quân khởi nghĩa Nguyễn Danh Phương, tức quận Hẻo, cát cứ ở Tam Đảo gần 10 năm. Ông được giao làm tiền quân, tiến đến đồn Úc Kỳ. Quân khởi nghĩa mang hết lực lượng ra kháng cự, bắn tên đạn như mưa. Nguyễn Phan cởi chiến bào mặc áo lụa, quay lại hô hào các thủ hạ quyết chiến. Quân Trịnh hăng hái xông lên không chịu lui, đánh hạ được đồn Úc Kỳ. Thừa thắng, quân Trịnh đánh hạ luôn đồn Hương Canh. Quân quận Hẻo rút vào núi Ngọc Bội. Quân Trịnh đuổi đánh cuối cùng bắt được quận Hẻo. Nguyễn Phan được lệnh chém thủ hạ của quận Hẻo là Lễ cùng 61 người khác. Ông được luận công đứng thứ 3, thăng làm Thiếu phó, trấn thủ Thanh Hoa.
Năm 1767, Trịnh Sâm bàn đánh Hoàng Công Chất cát cứ ở Hưng Hóa, nhiều người định tiến cử ông, nhưng vì Thanh Hóa ra bắc xa xôi nên chúa Trịnh không triệu ông.
Năm 1769, sau khi diệt con Hoàng Công Chất là Hoàng Công Toản, Trịnh Sâm quyết định đánh dẹp nốt Trấn Ninh do hoàng thân Lê Duy Mật cát cứ từ 30 năm trước. Trịnh Sâm bèn cử ông làm Chánh thống lĩnh đạo quân Thanh Hóa cùng hai đạo quân Nghệ An và Hưng Hóa tiến đánh.
Tháng 9 năm 1769, Nguyễn Phan vượt sông Lương đến Yên Định gặp quân Lê Duy Mật. Nguyễn Phan chia quân làm 3 cánh đánh gấp, bắt và giết được khá nhiều quân nổi dậy. Sau đó ông thúc quân đánh Mông Sơn, quân Trấn Ninh thua chạy. Nguyễn Phan đốt phá 4 đồn nhỏ rồi tiến lên núi đánh được 2 đồn lớn là Nhân Hựu, Khang Chính. Quân nổi dậy bỏ chạy. Tháng 10 năm đó quân Trịnh tiến vào Trấn Ninh. Lê Duy Mật cố thủ không ra.
Tháng giêng năm 1770, Nguyễn Phan hội quân với cánh quân Nghệ An của Bùi Thế Đạt, trèo núi tiến vào căn cứ Trình Quang. Quân nổi dậy nhiều người ra hàng. Lê Duy Mật biết thất bại bèn tự thiêu mà chết.
Bàn công trận Trấn Ninh, Nguyễn Phan được thăng 18 lần công một lúc lên chức Thái tể, tước quận công.
Năm 1774, ông xin nghỉ hưu. Năm 1775 ông lại được gọi ra làm Đốc lĩnh hai đạo Hưng Hóa, Thanh Hoa, đánh đuổi quân Lào lấn ở động Mãnh Thiên. Khi Nguyễn Phan đến nơi thì quân Lào trốn đi, ông bèn thu quân về.
Năm 1782, Trịnh Sâm chết, Trịnh Tông lên thay. Kiêu binh ở kinh thành cậy có công lập Trịnh Tông nên ngang ngược làm càn. Trịnh Tông lại gọi ông là người có vũ dũng uy vọng ra làm Chánh đề lĩnh ở kinh thành.
Tháng 7 năm 1784, ông mất, thọ 74 tuổi, được phong làm phúc thần.

## Nhận định
Sử gia Phan Huy Chú nhận định về ông như sau:
Ông xuất thân từ chỗ hàng trận mạc mà dũng trí, tài lược hơn các đồng bối, đánh đâu được đấy, được tôn là danh tướng một thời.